# Gérard Jodar
Gérard Jodar, né à Givors en 1952 et mort le 14 septembre 2013, était un syndicaliste et un indépendantiste néo-calédonien. Il fut président du syndicat USTKE (Union syndicale des travailleurs kanaks et des exploités) et président de la Confédération nationale des travailleurs du Pacifique (CNTP).

## Biographie
Initialement télétypiste dans la compagnie UTA à l’aéroport dans les années 1970, il participe à la création du premier syndicat, rattaché au syndicat FO, nommé STAR FO (Syndicat des Transporteurs Aérien Réunis) dont il devient le leader.
Au début des années 1980, au moment des problèmes d'UTA, il commence à fréquenter Louis Kotra Uregei, et il migre alors vers l'USTKE.
À la fin d’UTA les employés sont transférés chez Air France.
Quelques années plus tard, Air France quitte la Nouvelle-Calédonie et la majorité du personnel (dont lui-même) est transférée à la société TAS (Tontouta Air Service) nouvellement créée et dont l'USTKE est un gros actionnaire. Il reçoit un poste de délégué permanent.
Il est (en parallèle de son poste de salarié) gérant de la Société de transport particulier (STP), prenant en charge des salariés TAS entre leur domicile et Tontouta.
Le syndicat concurrent, le SOENC de la TAS a toujours dénoncé le fait que Gérard Jodar soit payé, depuis des années (environ 450 000 FCFP pour Gérard Jodar contre environ 115 000 FCFP pour un petit salaire, soit un rapport de 4), sans avoir jamais fait un seul jour de travail, avec l’aval de l'USTKE, même en période de crise financière ou de plan social.
À la suite des débordements liés au conflit Aircal le 28 mai 2009 sur l’aéroport de Magenta, il a été placé en détention le 29 juin 2009 et libéré le 14 janvier 2010.
Président de l'Union syndicale des travailleurs kanaks et des exploités (USTKE) pendant une dizaine d'années, succédant à Louis Kotra Uregei, il est remplacé par Marie-Pierre Goyetche le 12 avril 2010.
Le 26 avril 2010, il crée un nouveau syndicat, la Confédération nationale des travailleurs du Pacifique (CNTP), avec entre autres une partie des anciens membres de l'USTKE.
Il est militant pour l'indépendance de la Nouvelle-Calédonie.
Le 1er mai 2010 il crée officiellement cette confédération qui comprend une dizaine de fédérations en compagnie de plusieurs cadres syndicaux qui l'ont suivi dont Henri Waminya ex-responsable de la formation syndicale, Joseph Boanémoa ex-responsable de la fédération THT laquelle fédération avait mené les conflits d'Aircal et de Carsud, ses anciens compagnons de prison dont Michel Safoka et d'autres militants du Nord dont Ariel Tutugoro.